# ダヴィッド・ディ・ドナテッロ作品賞
ダヴィッド・ディ・ドナテッロ作品賞（イタリア語：David di Donatello per il miglior film）は、ダヴィッド・ディ・ドナテッロ賞の部門の一つ。映画作品自体に賞が贈られる部門であり、1970年に設置された。

## 受賞作・候補作一覧
太字が受賞作品。

### 1970年代
- 1970年
  - 殺人捜査 Indagine su un cittadino al di sopra di ogni sospetto（監督：エリオ・ペトリ）
  - わが青春のフロレンス Metello（監督：マウロ・ボロニーニ）
- 1971年
  - 暗殺の森 Il conformista（監督：ベルナルド・ベルトルッチ）
  - 悲しみの青春 Il giardino dei Finzi-Contini（監督：ヴィットリオ・デ・シーカ）
  - ワーテルロー Waterloo（監督：セルゲイ・ボンダルチュク）
- 1972年
  - 労働者階級は天国に入る La classe operaia va in paradiso（監督：エリオ・ペトリ）
  - ある愛の断層 Questa specie d'amore（監督：アルベルト・ベヴィラックア）
- 1973年
  - アルフレード　アルフレード Alfredo Alfredo（監督：ピエトロ・ジェルミ）
  - ルードヴィヒ Ludwig（監督：ルキノ・ヴィスコンティ）
- 1974年
  - フェリーニのアマルコルド Amarcord （監督：フェデリコ・フェリーニ）
  - パンとチョコラータ Pane e cioccolata （監督：フランコ・ブルザーティ）
- 1975年
  - 哀しみの伯爵夫人 Fatti di gente perbene（監督：マウロ・ボロニーニ）
  - 家族の肖像 Gruppo di famiglia in un interno（監督：ルキノ・ヴィスコンティ）
- 1976年
  - ローマに散る Cadaveri eccellenti（監督：フランチェスコ・ロージ）
- 1977年
  - タタール人の砂漠 Il deserto dei Tartari（監督：ヴァレリオ・ズルリーニ）
  - ちゃちなブルジョワ Un borghese piccolo piccolo（監督：マリオ・モニチェッリ）
- 1978年
  - 鉄人長官 Il prefetto di ferro（監督：パスクァーレ・スクイティエーリ）
  - In nome del Papa Re （監督：ルイジ・マーニ）
- 1979年
  - エボリ Cristo si è fermato a Eboli （監督：フランチェスコ・ロージ）
  - ベニスを忘れるため Dimenticare Venezia（監督：フランコ・ブルザーティ）
  - 木靴の樹 L'albero degli zoccoli（監督：エルマンノ・オルミ）

### 1980年代
- 1980年（該当なし）
- 1981年
  - Ricomincio da tre（監督：マッシモ・トロイージ）
  - Tre fratelli（監督：フランチェスコ・ロージ）
  - パッション・ダモーレ Passione d'amore（監督：エットレ・スコラ）
- 1982年
  - Borotalco（監督：カルロ・ヴェルドーネ）
  - 町でいちばんの美女／ありきたりな狂気の物語 Storie di ordinaria follia（監督：マルコ・フェッレーリ）
  - Il marchese del Grillo（監督：マリオ・モニチェッリ）
- 1983年
  - サン★ロレンツォの夜 La notte di San Lorenzo（監督：パオロ＆ヴィットリオ・タヴィアーニ）
  - Il mondo nuovo（監督：エットレ・スコラ）
  - Colpire al cuore（監督：ジャンニ・アメリオ）
- 1984年
  - ル・バル Le bal（監督：エットレ・スコラ）
  - そして舟は行く E la nave va（監督：フェデリコ・フェリーニ）
  - Mi manda Picone（監督：ナンニ・ロイ）
- 1985年
  - カルメン Carmen（監督：フランチェスコ・ロージ）
  - 真面目なスキャンダル Uno scandalo perbene（監督：パスクァーレ・フェスタ・カンパニーレ）
  - カオス・シチリア物語 Kaos（監督：パオロ＆ヴィットリオ・タヴィアーニ）
- 1986年
  - 女たちのテーブル Speriamo che sia femmina（監督：マリオ・モニチェッリ）
  - ジンジャーとフレッド Ginger e Fred（監督：フェデリコ・フェリーニ）
  - ジュリオの当惑 La Messa è finita （監督：ナンニ・モレッティ）
- 1987年
  - ラ・ファミリア La famiglia（監督：エットレ・スコラ）
  - クリスマス・プレゼント Regalo di Natale（監督：プーピ・アヴァーティ）
  - Storia d'amore（監督：フランチェスコ・マゼッリ）
- 1988年
  - ラストエンペラー L'ultimo imperatore（監督：ベルナルド・ベルトルッチ）
  - インテルビスタ Intervista（監督：フェデリコ・フェリーニ）
  - 黒い瞳 Oči čërnye（監督：ニキータ・ミハルコフ）
- 1989年
  - 聖なる酔っぱらいの伝説 La leggenda del santo bevitore（監督：エルマンノ・オルミ）
  - ニュー・シネマ・パラダイス Nuovo Cinema Paradiso（監督：ジュゼッペ・トルナトーレ）
  - フランチェスコ Francesco（監督：リリアーナ・カヴァーニ）

### 1990年代
- 1990年
  - 宣告 Porte aperte（監督：ジャンニ・アメリオ）
  - 赤いシュート Palombella rossa（監督：ナンニ・モレッティ）
  - ボイス・オブ・ムーン La voce della luna（監督：フェデリコ・フェリーニ）
  - Il male oscuro（監督：マリオ・モニチェッリ）
  - いつか見た風景 Storia di ragazzi e di ragazze（監督：プーピ・アヴァーティ）
- 1991年
  - エーゲ海の天使 Mediterraneo（監督：ガブリエレ・サルヴァトレス）
  - 黄昏に瞳やさしく Verso sera（監督：フランチェスカ・アルキブージ）
  - 殺意のサン・マルコ駅 La stazione（監督：セルジオ・ルビーニ）
  - La casa del sorriso（監督：マルコ・フェッレーリ）
  - Il portaborse（監督：ダニエーレ・ルケッティ）
- 1992年
  - 小さな旅人 Il ladro di bambini （監督：ジャンニ・アメリオ）
  - Il muro di gomma（監督：マルコ・リージ）
  - Maledetto il giorno che t'ho incontrato（監督：カルロ・ヴェルドーネ）
- 1993年
  - かぼちゃ大王 Il Grande Cocomero（監督：フランチェスカ・アルキブージ）
  - La scorta（監督：リッキー・トニャッツィ）
  - 鯨の中のジョナ Jona che visse nella balena（監督：ロベルト・ファエンツァ）
- 1994年
  - 親愛なる日記 Caro diario（監督：ナンニ・モレッティ）
  - Per amore, solo per amore（監督：ジョヴァンニ・ヴェロネージ）
  - Perdiamoci di vista（監督：カルロ・ヴェルドーネ）
- 1995年
  - La scuola（監督：ダニエーレ・ルケッティ）
  - 愛に戸惑って L'amore molesto（監督：マリオ・マルトーネ）
  - イル・ポスティーノ Il postino（監督：マイケル・ラドフォード）
- 1996年
  - Ferie d'agosto（監督：パオロ・ヴィルズィ）
  - Celluloide（監督：カルロ・リッツァーニ）
  - 魅せられて Io ballo da sola（監督：ベルナルド・ベルトルッチ）
  - 明日を夢見て L'uomo delle stelle（監督：ジュゼッペ・トルナトーレ）
- 1997年
  - 遙かなる帰郷 La Tregua（監督：フランチェスコ・ロージ）
  - 踊れトスカーナ！ Il ciclone（監督：レオナルド・ピエラッチョーニ）
  - Marianna Ucrìa（監督：ロベルト・ファエンツァ）
  - ぼくらの世代 La mia generazione（監督：ヴィルマ・ラバーテ）
  - ニルヴァーナ Nirvana（監督：ガブリエレ・サルヴァトレス）
- 1998年
  - ライフ・イズ・ビューティフル La vita è bella（監督：ロベルト・ベニーニ）
  - Ovosodo（監督：パオロ・ヴィルズィ）
  - ナンニ・モレッティのエイプリル Aprile （監督：ナンニ・モレッティ）
- 1999年
  - もうひとつの世界 Fuori dal mondo（監督：ジュゼッペ・ピッチョーニ）
  - 海の上のピアニスト La leggenda del pianista sull'oceano（監督：ジュゼッペ・トルナトーレ）
  - シャンドライの恋 L'assedio（監督：ベルナルド・ベルトルッチ）

### 2000年代
- 2000年
  - ベニスで恋して Pane e tulipani（監督：シルヴィオ・ソルディーニ）
  - Canone inverso（監督：リッキー・トニャッツィ）
  - Garage Olimpo（監督：マルコ・ベキス）
- 2001年
  - 息子の部屋 La stanza del figlio（監督：ナンニ・モレッティ）
  - ペッピーノの百歩 I cento passi（監督：マルコ・トゥリオ・ジョルダーナ）
  - 最後のキス L'ultimo bacio（監督：ガブリエーレ・ムッチーノ）
- 2002年
  - ジョヴァンニ Il mestiere delle armi（監督：エルマンノ・オルミ）
  - 風の痛み Brucio nel vento（監督：シルヴィオ・ソルディーニ）
  - ぼくの瞳の光 Luce dei miei occhi（監督：ジュゼッペ・ピッチョーニ）
- 2003年
  - 向かいの窓 La finestra di fronte（監督：フェルザン・オズペテク）
  - 剥製師 L'imbalsamatore（監督：マッテオ・ガッローネ）
  - 母の微笑 L'ora di religione（監督：マルコ・ベロッキオ）
  - グラツィアの島 Respiro（監督：エマヌエーレ・クリアレーゼ）
  - リメンバー・ミー Ricordati di me（監督：ガブリエーレ・ムッチーノ）
- 2004年
  - 輝ける青春 La meglio gioventù（監督：マルコ・トゥリオ・ジョルダーナ）
  - 夜よ、こんにちは Biongiorno, notte（監督：マルコ・ベロッキオ）
  - Che ne sarà di noi（監督：ジョヴァンニ・ヴェロネージ）
  - ぼくは怖くない Io non ho paura（監督：ガブリエレ・サルヴァトレス）
  - 赤いアモーレ Non ti muovere（監督：セルジオ・カステッリット）
- 2005年
  - 愛の果てへの旅 Le conseguenze dell'amore（監督：パオロ・ソレンティーノ）
  - Certi bambini（監督：アンドレア＆アントニオ・フラッツィ）
  - 家の鍵 Le chiavi di casa（監督：ジャンニ・アメリオ）
  - 聖なる心 Cuore Sacro（監督：フェルザン・オズペテク）
  - イタリア的、恋愛マニュアル Manuale d'amore（監督：ジョヴァンニ・ヴェロネージ）
- 2006年
  - 夫婦の危機 Il caimano（監督：ナンニ・モレッティ）
  - わが人生最良の敵 Il mio miglior nemico（監督：カルロ・ヴェルドーネ）
  - Notte prima degli esami（監督：ファウスト・ブリッツィ）
  - 野良犬たちの掟 Romanzo criminale（監督：ミケーレ・プラチド）
  - La terra（監督：セルジオ・ルビーニ）
- 2007年
  - 題名のない子守唄 La sconosciuta（監督：ジュゼッペ・トルナトーレ）
  - 気ままに生きて Anche libero va bene（監督：キム・ロッシ・スチュアート）
  - ポー川のひかり Centochiodi（監督：エルマンノ・オルミ）
  - マイ・ブラザー Mio fratello è figlio unico（監督：ダニエーレ・ルケッティ）
  - 新世界 Nuovomondo（監督：エマヌエーレ・クリアレーゼ）
- 2008年
  - 湖のほとりで La ragazza del lago（監督：アンドレア・モライヨーリ）
  - クワイエット・カオス　～パパが待つ公園で Caos calmo（監督：アントネッロ・グリマルディ）
  - 日々と雲行き Giorni e nuvole（監督：シルヴィオ・ソルディーニ）
  - まなざしの長さをはかって La giusta distanza（監督：カルロ・マッツァクラーティ）
  - Il vento fa il suo giro（監督：ジョルジョ・ディリッティ）
- 2009年
  - ゴモラ Gomorra（監督：マッテオ・ガッローネ）
  - イル・ディーヴォ　魔王と呼ばれた男 Il divo（監督：パオロ・ソレンティーノ）
  - 恋するローマ　元カレ／元カノ Ex（監督：ファウスト・ブリッツィ）
  - 見わたすかぎり人生 Tutta la vita davanti（監督：パオロ・ヴィルズィ）
  - 人生、ここにあり！ Si può fare（監督：ジュリオ・マンフレドニア）

### 2010年代
- 2010年
  - やがて来たる者へ L'uomo che verrà（監督：ジョルジョ・ディリッティ）
  - シチリア！シチリア！ Baarìa（監督：ジュゼッペ・トルナトーレ）
  - はじめての大切なもの La prima cosa bella（監督：パオロ・ヴィルズィ）
  - あしたのパスタはアルデンテ Mine vaganti（監督：フェルザン・オズペテク）
  - 愛の勝利を　ムッソリーニを愛した女 Vincere（監督：マルコ・ベロッキオ）
- 2011年
  - われわれは信じていた Noi credevamo（監督：マリオ・マルトーネ）
  - Basilicata coast to coast（監督：ロッコ・パパレオ）
  - Benvenuti al Sud（監督：ルカ・ミニエーロ）
  - 我らの生活 La nostra vita（監督：ダニエーレ・ルケッティ）
  - 穏やかな暮らし Una vita tranquilla（監督：クラウディオ・クペッリーニ）
- 2012年
  - 塀の中のジュリアス・シーザー Cesare deve morire（監督：パオロ＆ヴィットリオ・タヴィアーニ）
  - ローマ法王の休日 Habemus Papam（監督：ナンニ・モレッティ）
  - フォンターナ広場　イタリアの陰謀 Romanzo di una strage（監督：マルコ・トゥリオ・ジョルダーナ）
  - 海と大陸 Terraferma（監督：エマヌエーレ・クリアレーゼ）
  - きっと ここが帰る場所 This Must Be the Place（監督：パオロ・ソレンティーノ）
- 2013年
  - 鑑定士と顔のない依頼人 La migliore offerta（監督：ジュゼッペ・トルナトーレ）
  - Diaz - Don't Clean Up This Blood（監督：ダニエーレ・ヴィカーリ）
  - ゴッド・オブ・バイオレンス　シベリアの狼たち Educazione siberiana（監督：ガブリエレ・サルヴァトレス）
  - 孤独な天使たち Io e te（監督：ベルナルド・ベルトルッチ）
  - ローマに消えた男 Viva la libertà（監督：ロベルト・アンドー）
- 2014年
  - 人間の値打ち Il capitale umano（監督：パオロ・ヴィルズィ）
  - グレート・ビューティー／追憶のローマ La grande bellezza（監督：パオロ・ソレンティーノ）
  - マフィアは夏にしか殺らない La mafia uccide solo d'estate（監督：ピエルフランチェスコ・ディリベルト）
  - 幸せの椅子 La sedia della felicità（監督：カルロ・マッツァクラーティ）
  - いつだってやめられる 7人の危ない教授たち Smetto quando voglio（監督：シドニー・シビリア）
- 2015年
  - 黒の魂 Anime nere（監督：フランチェスコ・ムンズィ）
  - ハングリー・ハーツ Hungry Hearts（監督：シルヴィオ・コスタンツォ）
  - レオパルディ Il giovane favoloso（監督：マリオ・マルトーネ）
  - 母よ、 Mia madre（監督：ナンニ・モレッティ）
  - 緑はよみがえる Torneranno i prati（監督：エルマンノ・オルミ）
- 2016年
  - おとなの事情 Perfetti sconosciuti（監督：パオロ・ジェノヴェーゼ）
  - 海は燃えている　〜イタリア最南端の小さな島〜 Fuocoammare（監督：ジャンフランコ・ロージ）
  - 五日物語　-3つの王国と3人の女- Il racconto dei racconti（監督：マッテオ・ガッローネ）
  - Non essere cattivo（監督：クラウディオ・カリガーリ）
  - グランドフィナーレ Youth - La giovinezza（監督：パオロ・ソレンティーノ）
- 2017年
  - 歓びのトスカーナ La pazza gioia（監督：パオロ・ヴィルズィ）
  - 甘き人生 Fai bei sogni（監督：マルコ・ベロッキオ）
  - 花咲く恋 Fiore（監督：クラウディオ・ジョヴァンネージ）
  - 切り離せないふたり Indivisibili（監督：エドアルド・デ・アンジェリス）
  - ゴッド・スピード・ユー！ Veloce come il vento（監督：マッテオ・ロヴェーレ）
- 2018年
  - 愛と銃弾 Ammore e malavita（監督：マネッティ・ブラザーズ）
  - チャンブラにて A Ciambra（監督：ジョナス・カルピニャーノ）
  - Gatta Cenerentola（監督：アレッサンドロ・ラック、イヴァン・カッピエッロ、マリーノ・グアルニエーリ、ダリオ・サンソーゼ）
  - ナポリの隣人 La tenerezza（監督：ジャンニ・アメリオ）
  - Nico, 1988（監督：スザンナ・ニッキャレッリ）
- 2019年
  - ドッグマン Dogman（監督：マッテオ・ガッローネ）
  - 君の名前で僕を呼んで Call Me By Your Name（監督：ルカ・グァダニーノ）
  - 幸せな感じ Euforia（監督：ヴァレリア・ゴリーノ）
  - 幸福なラザロ Lazzaro felice（監督：アリーチェ・ロルヴァケル）
  - Sulla mia pelle（監督：アレッシオ・クレモニーニ）

### 2020年代
- 2020年
  - シチリアーノ　裏切りの美学 Il traditore（監督：マルコ・ベロッキオ）
  - ザ・グレイテスト・キング Il primo re（監督：マッテオ・ロヴェーレ）
  - La paranza dei bambini（監督：クラウディオ・ジョヴァンネージ）
  - マーティン・エデン Martin Eden（監督：ピエトロ・マルチェッロ）
  - ほんとうのピノッキオ（監督：マッテオ・ガッローネ）
- 2021年
  - 私は隠れてしまいたかった Volevo nascondermi（監督：ジョルジョ・ディリッティ）
  - 悪の寓話 Favolacce（監督：ファビオ＆ダミアーノ・ディンノチェンツォ）
  - Hammamet（監督：ジャンニ・アメリオ）
  - Le sorelle Macaluso（監督：エンマ・ダンテ）
  - ミス・マルクス Miss Marx（監督：スザンナ・ニッキャレッリ）
- 2022年
  - Hand of God -神の手が触れた日- È stata la mano di Dio（監督：パオロ・ソレンティーノ）
  - 内なる鑑 Ariaferma（監督：レオナルド・ディ・コスタンツォ）
  - モリコーネ　映画が恋した音楽家 Ennio（監督：ジュゼッペ・トルナトーレ）
  - フリークスアウト Freaks Out（監督：ガブリエーレ・マイネッティ）
  - 笑いの王 Qui rido io（監督：マリオ・マルトーネ）
- 2023年
  - 帰れない山 Le otto montagne（監督：フェリックス・ヴァン・フルーニンゲン、シャルロッテ・ファンデルメールシュ）
  - 夜の外側 イタリアを震撼させた55日間 Esterno notte（監督：マルコ・ベロッキオ）
  - 蟻の王 Il signore delle formiche（監督：ジャンニ・アメリオ）
  - 奇妙なこと La stranezza（監督：ロベルト・アンドー）
  - ノスタルジア Nostalgia（監督：マリオ・マルトーネ）
- 2024年
  - 僕はキャプテン Io capitano（監督：マッテオ・ガッローネ）
  - まだ明日がある C'è ancora domani（監督：パオラ・コルテッレージ）
  - チネチッタで会いましょう Il sol dell'avvenire（監督：ナンニ・モレッティ）
  - 墓泥棒と失われた女神 La chimera（監督：アリーチェ・ロルヴァケル）
  - エドガルド・モルターラ ある少年の数奇な運命 Rapito（監督：マルコ・ベロッキオ）